# Robert Niedergesäß

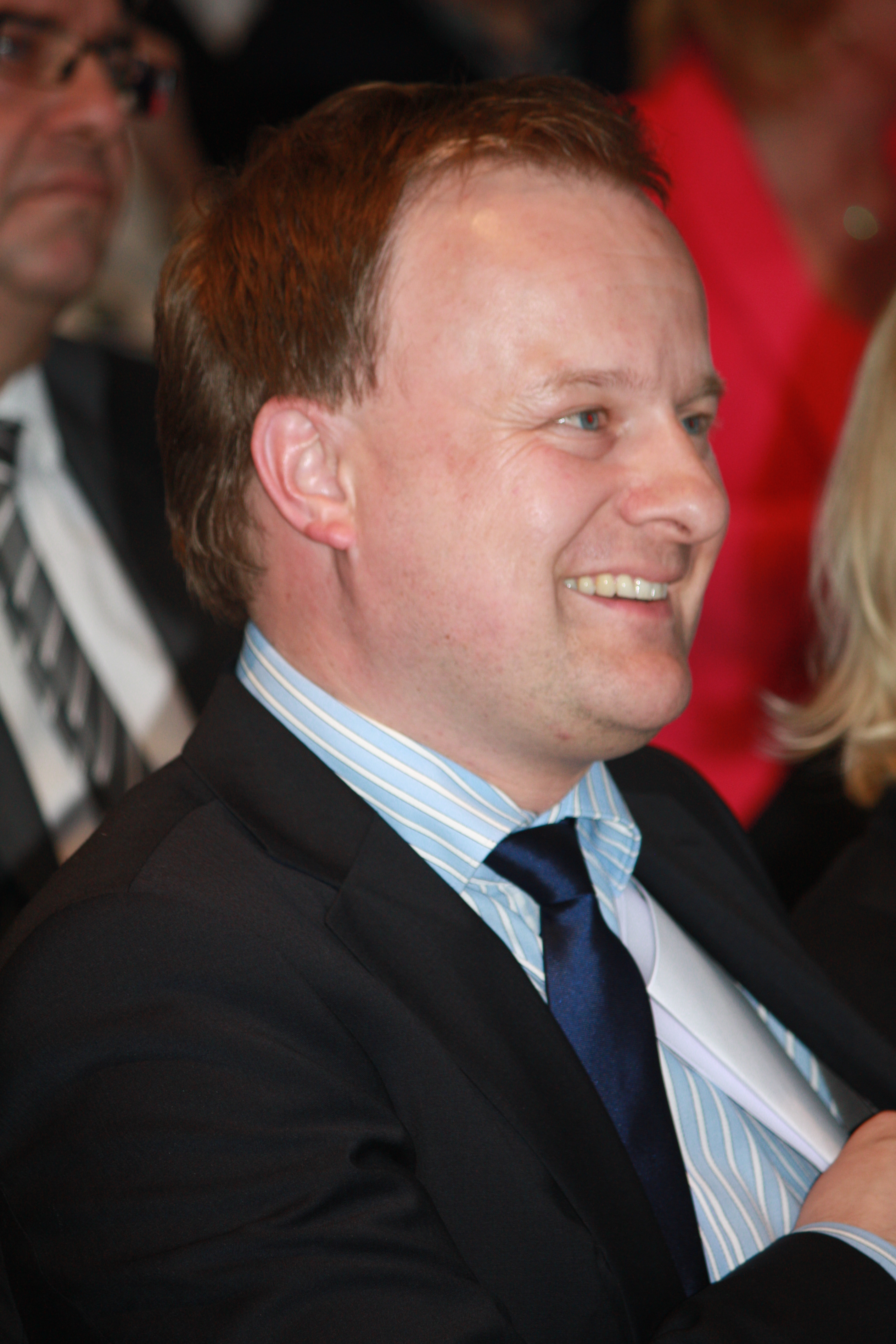
Robert Niedergesäß (2013)

Robert Niedergesäß (* 18. Februar 1971 in München) ist ein deutscher Kommunalpolitiker (CSU). Seit 2013 ist er Landrat des Landkreises Ebersberg.

## Werdegang
Niedergesäß besuchte das Humboldt-Gymnasium Vaterstetten, studierte anschließend  Volkswirtschaftslehre an der Universität München und schloss als Diplom-Volkswirt ab. Im Anschluss war er bei einer Personalberatungsgesellschaft in München tätig.
Mit 17 Jahren wurde Niedergesäß Mitglied der Jungen Union. Von 1991 bis 1997 war er Vorsitzender der Jungen Union Vaterstetten. Bei der Kommunalwahl im Frühjahr 1996 zog er erstmals in den Gemeinderat von Vaterstetten ein. Am 18. Februar 2001 wurde er mit 57,7 % der Stimmen im ersten Wahlgang gegen den Amtsinhaber zum 1. Bürgermeister der Gemeinde Vaterstetten gewählt. Bei den Bürgermeisterwahlen 2002 und 2008 wurde er jeweils mit über 75 % im Amt bestätigt. Ab 2002 gehörte Niedergesäß auch dem Kreistag an.
Am 2. Februar 2013 wurde Niedergesäß von der CSU als Nachfolger Gottlieb Fauths als Kandidat für die Landratswahl in Ebersberg am 14. April 2013 aufgestellt. Beim ersten Wahlgang erhielt er 47,96 % der Stimmen. Bei der Stichwahl am 28. April erhielt Niedergesäß 50,96 % der Stimmen und übernahm am 1. Mai das Amt des Landrats von seinem Vorgänger Fauth. 2020 wurde Niedergesäß mit 61,2 % in seinem Amt bestätigt.
Niedergesäß ist Sprecher der acht Verbundlandkreise des Münchner Verkehrs- und Tarifverbundes und einer von fünf stellvertretenden Kreisvorsitzenden des CSU-Kreisverbandes Ebersberg.

## Privates
Niedergesäß ist verheiratet und hat drei Kinder.